# Bert Geer Phillips
Pour les articles homonymes, voir Phillips.
Bert Geer Phillips, né le 15 juillet 1868 à Hudson (New York) et mort le 16 juin 1956, est un peintre et illustrateur américain.

## Biographie
Bert Geer Phillips naît le 15 juillet 1868 à Hudson (New York). Il étudie à l'Art Students League et à la Académie américaine des beaux-arts de New York. En 1894, il se rend à Paris où il rejoint les classes de Benjamin-Constant et de Jean-Paul Laurens. Dans cette ville il rencontre Joseph Henry Sharp et Ernest Blumenschein.
Bert Geer Phillips meurt le 16 juin 1956.